# Faronta diffusa
Faronta diffusa är en fjärilsart som beskrevs av Walker 1856. Faronta diffusa ingår i släktet Faronta och familjen nattflyn. Inga underarter finns listade i Catalogue of Life.

## Bildgalleri

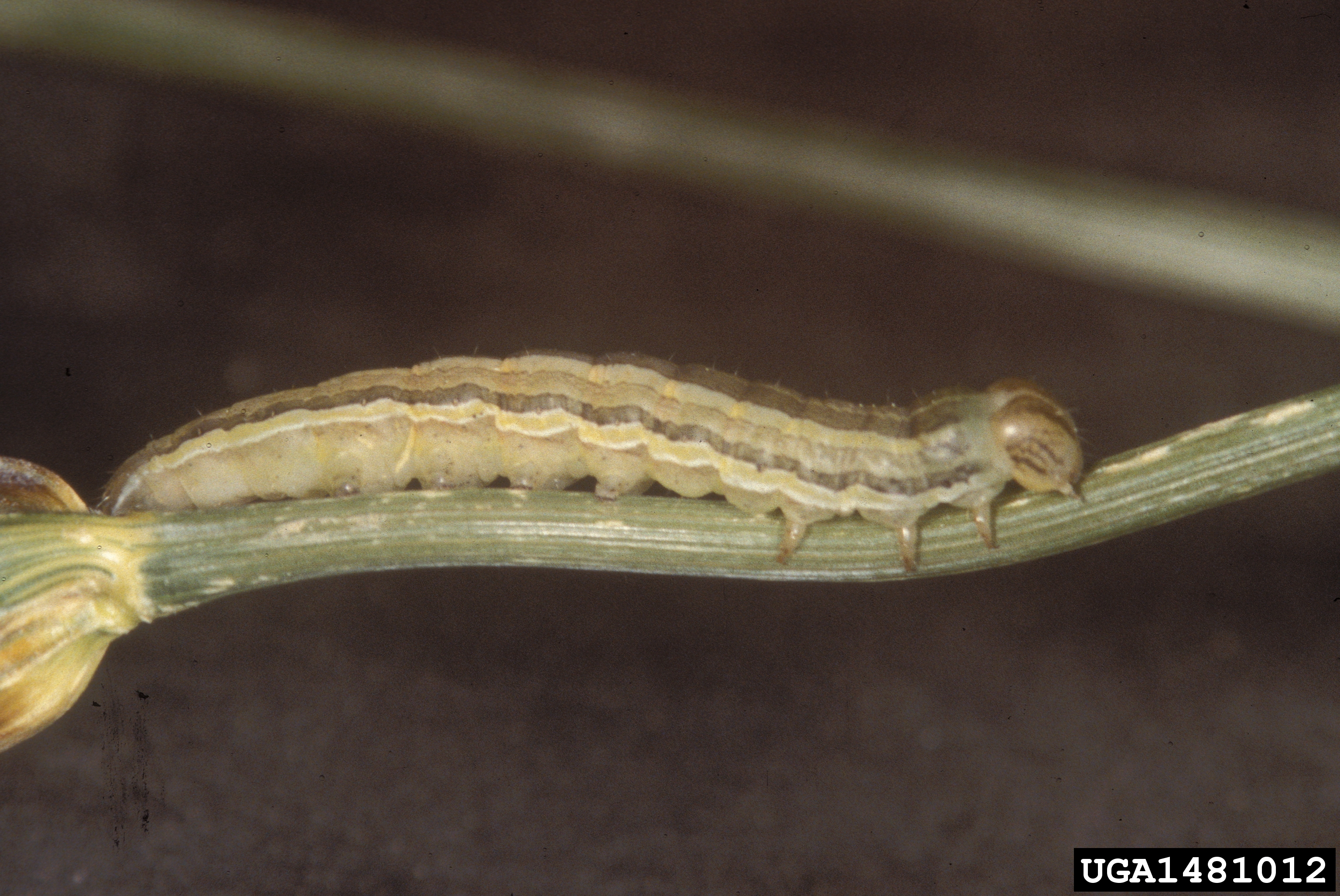
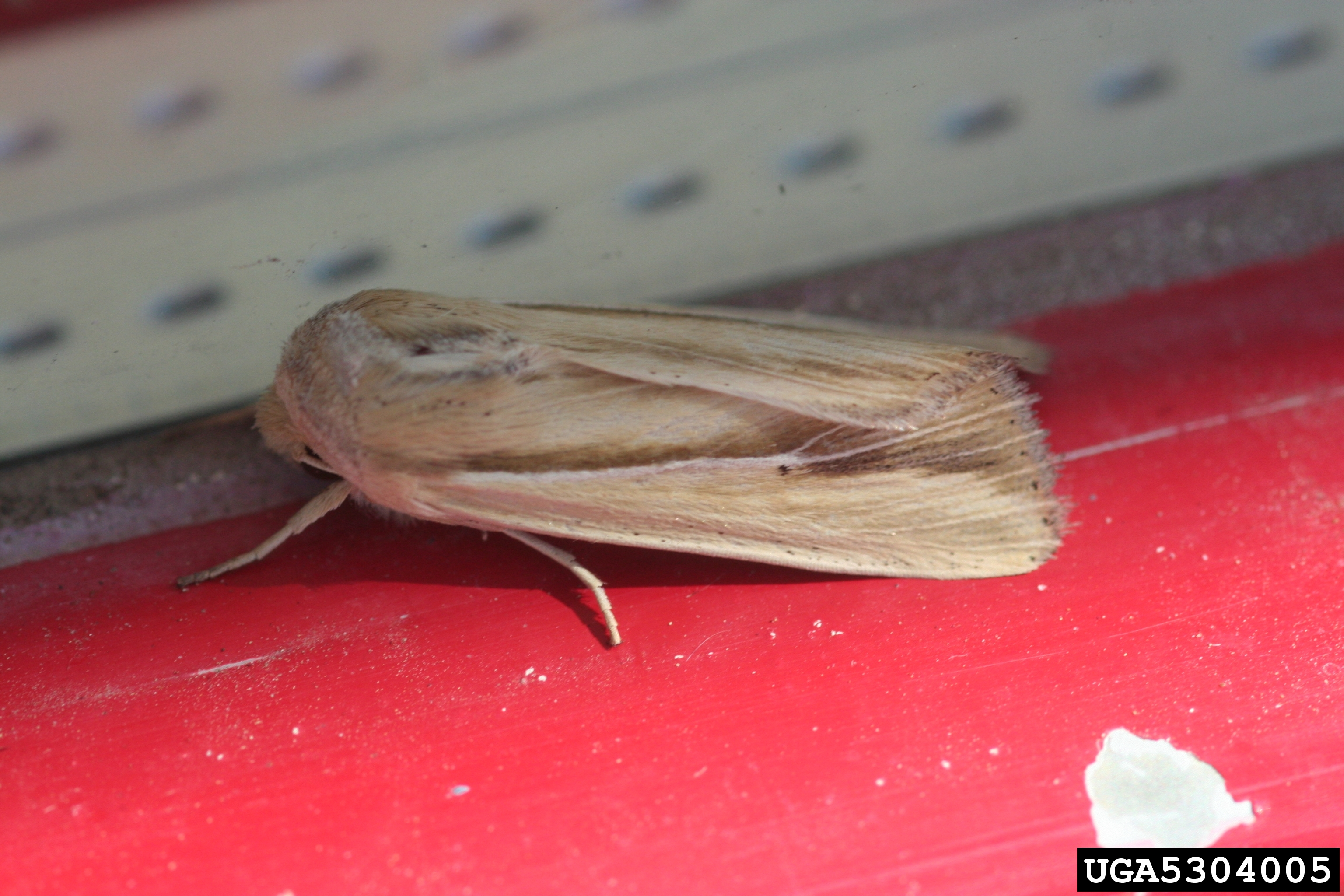